# Eleocharis schlechteri
Eleocharis schlechteri är en halvgräsart som beskrevs av Charles Baron Clarke. Eleocharis schlechteri ingår i släktet småsäv, och familjen halvgräs. Inga underarter finns listade i Catalogue of Life.